# Springfield Cornice Works
Springfield Cornice Works war ein US-amerikanischer Hersteller von Automobilen.

## Unternehmensgeschichte
Hinsdale Smith leitete das Unternehmen mit Sitz in Springfield in Massachusetts. 1896 begann er mit der Produktion von einzelnen Automobilen. Der Markenname lautete zunächst Smith, inoffiziell auch Smith Spring Motor.
Erst 1900 kam es zu einer Serienproduktion. Nun wurden die Fahrzeuge Meteor genannt. Die Howell & Meehan Company aus Boston in Massachusetts verkaufte 1901 diese Fahrzeuge als Sterling.
1901 führte eine Reorganisation zur Automotor Company.

## Fahrzeuge

### Markenname Smith
Der Prototyp von 1896 hatte einen zugekauften Ottomotor von American und ein selbst hergestelltes Getriebe. Die New Haven Carriage Company fertigte die Karosserie.
Einige weitere Fahrzeuge folgten bis 1899.

### Markenname Meteor
Das einzige angebotene Modell war ein zweisitziger Runabout. Der vorne eingebaute Einzylindermotor kam von De Dion-Bouton oder Aster. Er leistete 3 bis 4 bhp (2,2 bis 2,9 kW). Er trieb mit einer langen Kette ohne ein zwischengeschaltetes Getriebe die Hinterachse an. Der Preis des sehr einfachen Automobils lag zwischen 800 und 850 US-Dollar. Im November 1900 wurde der Wagen im Madison Square Garden in New York City gezeigt.

### Markenname Sterling
Die Fahrzeuge entsprachen dem Meteor.

## Übersicht über Pkw-Marken aus den USA, dieSterlingbeinhalten
| Marke             | Hersteller                                   | Vermarktungsbeginn | Vermarktungsende | Ort, Bundesstaat           |
| ----------------- | -------------------------------------------- | ------------------ | ---------------- | -------------------------- |
| Ams-Sterling      | Amston Motor Car Company                     | 1917               | 1918             | Bridgeport, Connecticut    |
| Sterling          | Sterling Automobile & Engine Company         | 1901               | 1902             | Sterling, Illinois         |
| Sterling          | Springfield Cornice Works                    | 1901               | 1901             | Springfield, Massachusetts |
| Sterling          | Sterling Machine Works                       | 1909               | 1909             | Sterling, Illinois         |
| Sterling          | Elkhart Motor Car Company                    | 1909               | 1911             | Elkhart, Indiana           |
| Sterling          | Sterling Motor Car Company                   | 1915               | 1916             | Brockton, Massachusetts    |
| Sterling          | Consolidated Motor Car Company (Connecticut) | 1920               | 1920             | Middlefield, Connecticut   |
| Sterling-Knight   | Sterling-Knight Company                      | 1920               | 1926             | Warren, Ohio               |
| Sterling-New York | Sterling Automobile Manufacturing Company    | 1915               | 1916             | New York City, New York    |